# Southampton Football Club 2021-2022
Questa voce raccoglie le informazioni riguardanti il Southampton Football Club nelle competizioni ufficiali della stagione 2021-2022.

## Rosa
Rosa e numerazione sono aggiornate al 6 settembre 2021.
| N. |                        | Ruolo | Calciatore         |
| -- | ---------------------- | ----- | ------------------ |
| 1  | Inghilterra (bandiera) | P     | Alex McCarthy      |
| 2  | Inghilterra (bandiera) | D     | Kyle Walker-Peters |
| 5  | Inghilterra (bandiera) | D     | Jack Stephens      |
| 6  | Spagna (bandiera)      | C     | Oriol Romeu        |
| 8  | Inghilterra (bandiera) | C     | James Ward-Prowse  |
| 9  | Inghilterra (bandiera) | A     | Adam Armstrong     |
| 10 | Scozia (bandiera)      | A     | Che Adams          |
| 11 | Inghilterra (bandiera) | C     | Nathan Redmond     |
| 12 | Mali (bandiera)        | C     | Moussa Djenepo     |
| 14 | Irlanda (bandiera)     | A     | Michael Obafemi    |
| 17 | Scozia (bandiera)      | C     | Stuart Armstrong   |
| 20 | Irlanda (bandiera)     | C     | Will Smallbone     |
| 22 | Ghana (bandiera)       | D     | Mohammed Salisu    |
| 23 | Inghilterra (bandiera) | A     | Nathan Tella       |
| 27 | Francia (bandiera)     | C     | Ibrahima Diallo    |

| N. |                        | Ruolo | Calciatore       |
| -- | ---------------------- | ----- | ---------------- |
| 31 | Inghilterra (bandiera) | D     | Kayne Ramsay     |
| 32 | Inghilterra (bandiera) | A     | Theo Walcott     |
| 35 | Polonia (bandiera)     | D     | Jan Bednarek     |
| 40 | Inghilterra (bandiera) | A     | Dan N'Lundulu    |
| 41 | Inghilterra (bandiera) | P     | Harry Lewis      |
| 44 | Inghilterra (bandiera) | P     | Fraser Forster   |
| 45 | Inghilterra (bandiera) | C     | Sam McQueen      |
| 47 | Irlanda (bandiera)     | A     | Will Ferry       |
| 52 | Inghilterra (bandiera) | C     | Ryan Finnigan    |
| 62 | Francia (bandiera)     | D     | Allan Tchaptchet |
| 64 | Svizzera (bandiera)    | C     | Alex Jankewitz   |
| 65 | Australia (bandiera)   | C     | Caleb Watts      |
| 72 | Inghilterra (bandiera) | C     | Kgaogelo Chauke  |
|    | Brasile (bandiera)     | D     | Lyanco           |
|    | Francia (bandiera)     | D     | Romain Perraud   |

## Risultati

### Premier League

#### Girone di andata
| Arbitro: | Madley |

|                                                |           |               |
| Richarlison 47’ Doucouré 76’ Calvert-Lewin 81’ | Marcatori | 22’ Armstrong |

| Arbitro: | Pawson |

|                 |           |               |
| Fred 30’ (aut.) | Marcatori | 55’ Greenwood |

| Arbitro: | Tierney |

|                                |           |                                          |
| Wilson 55’ Saint-Maximin 90+1’ | Marcatori | 74’ Elyounoussi 90+6’ (rig.) Ward-Prowse |

| Southampton 11 settembre 2021, ore 15:00 WEST 4ª giornata | Southampton | 0 – 0 referto | West Ham Utd | St Mary's Stadium\| Arbitro: \| Coote \| |
| Arbitro:                                                  | Coote       |               |              |                                          |

| Manchester 18 settembre 2021, ore 15:00 WEST 5ª giornata | Manchester City | 0 – 0 referto | Southampton | Etihad Stadium (52 698 spett.)\| Arbitro: \| Moss \| |
| Arbitro:                                                 | Moss            |               |             |                                                      |

| Arbitro: | Madley |

|  |           |             |
|  | Marcatori | 61’ Jiménez |

| Arbitro: | Atkinson |

|                                     |           |                        |
| Chalobah 9’ Werner 84’ Chilwell 89’ | Marcatori | 61’ (rig.) Ward-Prowse |

| Arbitro: | Coote (Nottinghamshire) |

|           |           |  |
| Broja 53’ | Marcatori |  |

| Arbitro: | Kavanagh |

|                          |           |                 |
| Livramento 41’ Broja 50’ | Marcatori | 13’, 57’ Cornet |

| Arbitro: | Bankes (Merseyside) |

|  |           |           |
|  | Marcatori | 20’ Adams |

| Arbitro: | Madley |

|              |           |  |
| Armstrong 3’ | Marcatori |  |

| Arbitro: | Atkinson |

|                     |           |          |
| Pukki 7’ Hanley 79’ | Marcatori | 4’ Adams |

| Arbitro: | Marriner |

|                                      |           |  |
| Jota 2’, 32’ Thiago 37’ van Dijk 52’ | Marcatori |  |

| Arbitro: | Jones (Merseyside) |

|                       |           |                        |
| Bednarek 3’ Adams 34’ | Marcatori | 22’ Evans 49’ Maddison |

| Arbitro: | Taylor |

|           |           |              |
| Broja 29’ | Marcatori | 90+8’ Maupay |

| Arbitro: | Gillett |

|                                        |           |  |
| Lacazette 21’ Ødegaard 27’ Gabriel 62’ | Marcatori |  |

| Arbitro: | Hooper |

|                  |           |                           |
| Zaha 2’ Ayew 65’ | Marcatori | 32’ Ward-Prowse 36’ Broja |

| Arbitro: | Attwell |

|                                                      |           |            |
| Bednarek 5’ Fernández 37’ (aut.) Broja 49’ Adams 70’ | Marcatori | 23’ Janelt |

| Arbitro: | Friend |

|                          |           |                                                    |
| Antonio 49’ Benrahma 64’ | Marcatori | 8’ Elyounoussi 61’ (rig.) Ward-Prowse 70’ Bednarek |

#### Girone di ritorno
| Arbitro: | Taylor |

|                 |           |                 |
| Ward-Prowse 25’ | Marcatori | 41’ (rig.) Kane |

| Arbitro: | Friend |

|               |           |                        |
| Armstrong 25’ | Marcatori | 32’ Wood 52’ Guimarães |

| Arbitro: | Salisbury |

|                                           |           |                 |
| Jiménez 37’ (rig.) Coady 59’ Traoré 90+1’ | Marcatori | 84’ Ward-Prowse |

| Arbitro: | Hooper |

|                  |           |             |
| Walker-Peters 7’ | Marcatori | 65’ Laporte |

| Arbitro: | Coote |

|                             |           |                                     |
| Bednarek 18’ (aut.) Son 70’ | Marcatori | 23’ Broja 80’ Elyounoussi 82’ Adams |

| Arbitro: | Atwell |

|            |           |           |
| Sancho 21’ | Marcatori | 48’ Adams |

| Arbitro: | Madley |

|                        |           |  |
| Armstrong 52’ Long 84’ | Marcatori |  |

| Arbitro: | Hooper |

|                     |           |  |
| Adams 52’ Romeu 88’ | Marcatori |  |

| Arbitro: | Bankes |

|                                           |           |  |
| Watkins 9’ Luiz 44’ Coutinho 52’ Ings 54’ | Marcatori |  |

| Arbitro: | Scott |

|                 |           |                    |
| Elyounoussi 45’ | Marcatori | 14’, 34’ Hernández |

| Arbitro: | Attwell |

|                         |           |  |
| Roberts 12’ Collins 44’ | Marcatori |  |

| Arbitro: | Taylor |

|              |           |                 |
| Harrison 29’ | Marcatori | 49’ Ward-Prowse |

| Arbitro: | Friend |

|  |           |                                                      |
|  | Marcatori | 6’ Alonso 16’, 54’ Mount 21’, 49’ Werner 31’ Havertz |

| Arbitro: | Bankes |

|              |           |  |
| Bednarek 44’ | Marcatori |  |

| Arbitro: | Jones |

|                              |           |                        |
| Welbeck 2’ Salisu 44’ (aut.) | Marcatori | 45+4’, 54’ Ward-Prowse |

| Arbitro: | Gillett |

|          |           |                    |
| Romeu 9’ | Marcatori | 60’ Eze 90+2’ Zaha |

| Arbitro: | Salisbury |

|                                |           |  |
| Jansson 13’ Wissa 14’ Ajer 79’ | Marcatori |  |

| Arbitro: | Atkinson |

|             |           |                        |
| Redmond 13’ | Marcatori | 27’ Minamino 67’ Matip |

| Arbitro: | Moss (West Yorkshire) |

|                                         |           |                        |
| Maddison 49’ Vardy 74’ Pérez 81’, 90+6’ | Marcatori | 79’ (rig.) Ward-Prowse |

### EFL Cup

#### Turni eliminatori
| Arbitro: | Drysdale |

|  |           |                                                                                   |
|  | Marcatori | 9’, 57’ Broja 25’ Tella 44’ Walker-Peters 48’, 55’, 90+1’ Elyounoussi 69’ Redmond |

| Arbitro: | Brooks |

|                         |           |                       |
| Stevens 8’ McBurnie 66’ | Marcatori | 23’ Diallo 53’ Salisu |

## Statistiche

### Statistiche di squadra
Statistiche aggiornate al 18 settembre 2021.
| Competizione   | Punti | In casa | In casa | In casa | In casa | In casa | In casa | In trasferta | In trasferta | In trasferta | In trasferta | In trasferta | In trasferta | Totale | Totale | Totale | Totale | Totale | Totale | DR |
| Competizione   | Punti | G       | V       | N       | P       | Gf      | Gs      | G            | V            | N            | P            | Gf           | Gs           | G      | V      | N      | P      | Gf     | Gs     | DR |
| -------------- | ----- | ------- | ------- | ------- | ------- | ------- | ------- | ------------ | ------------ | ------------ | ------------ | ------------ | ------------ | ------ | ------ | ------ | ------ | ------ | ------ | -- |
| Premier League | 4     | 2       | 0       | 2       | 0       | 1       | 1       | 3            | 0            | 2            | 1            | 3            | 5            | 4      | 0      | 3      | 1      | 4      | 6      | -2 |
| FA Cup         | -     | 0       | 0       | 0       | 0       | 0       | 0       | 0            | 0            | 0            | 0            | 0            | 0            | 0      | 0      | 0      | 0      | 0      | 0      | 0  |
| League Cup     | -     | 0       | 0       | 0       | 0       | 0       | 0       | 1            | 1            | 0            | 0            | 8            | 0            | 1      | 1      | 0      | 0      | 8      | 0      | 8  |
| Totale         | -     | 2       | 0       | 2       | 0       | 1       | 1       | 4            | 1            | 2            | 1            | 11           | 5            | 6      | 1      | 4      | 1      | 12     | 6      | 6  |

### Andamento in campionato
| Giornata  | 1  | 2  | 3  | 4  | 5  | 6 | 7 | 8 | 9 | 10 | 11 | 12 | 13 | 14 | 15 | 16 | 17 | 18 | 19 | 20 | 21 | 22 | 23 | 24 | 25 | 26 | 27 | 28 | 29 | 30 | 31 | 32 | 33 | 34 | 35 | 36 | 37 | 38 |
| --------- | -- | -- | -- | -- | -- | - | - | - | - | -- | -- | -- | -- | -- | -- | -- | -- | -- | -- | -- | -- | -- | -- | -- | -- | -- | -- | -- | -- | -- | -- | -- | -- | -- | -- | -- | -- | -- |
| Luogo     | T  | C  | T  | C  | T  |   |   |   |   |    |    |    |    |    |    |    |    |    |    |    |    |    |    |    |    |    |    |    |    |    |    |    |    |    |    |    |    |    |
| Risultato | P  | N  | N  | N  | N  |   |   |   |   |    |    |    |    |    |    |    |    |    |    |    |    |    |    |    |    |    |    |    |    |    |    |    |    |    |    |    |    |    |
| Posizione | 16 | 13 | 13 | 14 | 15 |   |   |   |   |    |    |    |    |    |    |    |    |    |    |    |    |    |    |    |    |    |    |    |    |    |    |    |    |    |    |    |    |    |

Legenda:

Luogo: C = Casa; T = Trasferta. Risultato: V = Vittoria; N = Pareggio; P = Sconfitta.